# Christian Sharps
Christian Sharps (ur. 2 stycznia 1810 w  Washington, New Jersey, zm. 12 marca 1874 w Vernon, Connecticut) – amerykański rusznikarz i wynalazca karabinów ładowanych odtylcowo.
Sharps urodził się w mieście Washington, w stanie New Jersey w 1810 lub 1811 roku. Rozpoczął pracę jako czeladnik rusznikarski w rodzinnym mieście, by w latach 30. XIX wieku przenieść się do Harpers Ferry, gdzie pracował dla wynalazcy jednego z pierwszych karabinów ładowanych odtylcowo, kapitana Johna H. Halla. Braki konstrukcyjne w karabinie Halla zmotywowały Sharpsa do zaprojektowania własnego karabinu. Model 1849, wyprodukowany przez A.S. Nippes & Co, zapoczątkował serię broni, które weszły do wyposażenia armii USA, stając się jednymi z lepszych karabinów wyborowych.
Chociaż Sharps Rifle Manufacturing Company nosiła jego nazwisko, Sharps nie był właścicielem – porzucił firmę by w 1853 założyć własne przedsiębiorstwo pod nazwą C. Sharps and Company, a następnie w 1862, do spółki z Williamem Hankinsem, firmę Sharps & Hankins (która została rozwiązana w 1866).

W latach 70. XIX w.  wraz z rodziną przeniósł się do Vernon, gdzie zmarł na gruźlicę w 1874. Umierając miał na koncie ponad 50 patentów.